# Liste des cardinaux créés par Célestin V
Au cours de son bref pontificat en 1294 (cinq mois), le pape Célestin V a créé 13 cardinaux dans un unique consistoire.

## 18 septembre 1294
- Simon de Beaulieu, archevêque de Bourges, France (cardinal-évêque de Palestrina)
- Bérard de Got, archevêque de Lyon, France (cardinal-évêque d'Albano)
- Tommaso d'Ocre, O.Cel., abbé de S. Giovanni in Piano (cardinal-prêtre de S. Cecilia)
- Jean Lemoine, évêque d'Arras (cardinal-prêtre de Ss. Marcellino e Pietro)
- Pietro de L'Aquila, O.S.B., évêque de Valva-Sulmona (cardinal-prêtre de S. Croce in Gerusalemme)
- Guillaume Ferrières (cardinal-prêtre de S. Clemente)
- Nicolas l'Aide (cardinal-prêtre de S. Marcello)
- Robert de Pontigny, O.Cist., supérieur général de son ordre (cardinal-prêtre de S. Pudenziana)
- Simon d'Armentières, O.S.B.Clun. (cardinal-prêtre de S. Balbina)
- Landolfo Brancaccio (cardinal-diacre de S. Angelo in Pescheria)
- Guglielmo Longhi, chancelier de Charles II de Sicile (cardinal-diacre de S. Nicola in Carcere Tulliano)
- Francesco Ronci, O.Cœl. (cardinal-prêtre de S. Lorenzo in Damaso)
- Giovanni Castrocoeli, O.S.B.Cas., archevêque de Bénévent (cardinal-prêtre de S. Vitale)

## Source
- Mirandas sur fiu.edu